# Fabián Cubero
Fabián Alberto Cubero (Buenos Aires, 21 de dezembro de 1978), conhecido por Fabián Cubero, é um ex-futebolista argentino que jogava como lateral-direito. 

## Carreira
Revelado pelo Vélez Sársfield, Cubero estreou profissionalmente em 1996. Ficou no clube que o revelou até 2007, quando acertou com o Tigres. Após um ano atuando no México, voltou para o Vélez Sársfield para se tornar o jogador com mais partidas disputadas pelo clube.

## Vida pessoal
Cubero é casado com a modelo argentina Nicole Neumann, com quem tem 3 filhas.

## Títulos
Vélez Sársfield
- Campeonato Argentino: 1998 Clausura, 2005 Clausura, 2009 Clausura, 2011 Clausura, 2012 Inicial, 2012–13 Superfinal
- Supercopa Argentina: 2013